# Liste der Fahnenträger der tuvaluischen Mannschaften bei Olympischen Spielen
Die Liste der Fahnenträger der tuvaluischen Mannschaften bei Olympischen Spielen listet chronologisch alle Fahnenträger der tuvaluischen Mannschaften bei den Eröffnungs- (EF) und Abschlussfeiern (AF) Olympischer Spiele auf.

## Liste der Fahnenträger
| Mannschaft             | Veranstaltung | Fahnenträger (EF) | Fahnenträger (AF) |
| ---------------------- | ------------- | ----------------- | ----------------- |
| 2008 in Peking         | Sommerspiele  | Logona Esau       | Okilani Tinilau   |
| 2012 in London         | Sommerspiele  | Asenate Manoa     | Asenate Manoa     |
| 2016 in Rio de Janeiro | Sommerspiele  | Etimoni Timuani   | Volunteer         |
| 2020 in Tokio          | Sommerspiele  | Temalini Manatoa  | Karalo Maibuca    |
| 2020 in Tokio          | Sommerspiele  | Karalo Maibuca    | Karalo Maibuca    |
| 2024 in Paris          | Sommerspiele  | Matie Stanley     | Matie Stanley     |
| 2024 in Paris          | Sommerspiele  | Karalo Maibuca    | Karalo Maibuca    |

Anmerkung: (EF) = Eröffnungsfeier, (AF) = Abschlussfeier

## Statistik
| Rang    | Sportart       | EF | AF | ∑  |
| ------- | -------------- | -- | -- | -- |
| 1       | Leichtathletik | 6  | 5  | 11 |
| 2       | Gewichtheben   | 1  | 0  | 1  |
| 2       | Volunteer      | 0  | 1  | 1  |
| Gesamt: | Gesamt:        | 7  | 6  | 13 |

| Rang                   | Sportart | EF | AF | ∑ |
| ---------------------- | -------- | -- | -- | - |
| bisher keine Teilnahme |          |    |    |   |
| Gesamt:                | Gesamt:  | 0  | 0  | 0 |

| Rang    | Sportart       | EF | AF | ∑  |
| ------- | -------------- | -- | -- | -- |
| 1       | Leichtathletik | 6  | 5  | 11 |
| 2       | Gewichtheben   | 1  | 0  | 1  |
| 2       | Volunteer      | 0  | 1  | 1  |
| Gesamt: | Gesamt:        | 7  | 6  | 13 |